# ティーザー予告
ティーザー予告（ティーザーよこく、英語: teaser）は、ティザー予告やティーザー予告編、ティーザー・トレーラー（英語: teaser trailer）とも呼ばれ、映画やテレビ番組を事前に宣伝することを目的とした短い予告編であり、ティーザー・キャンペーン広告の一形態である。
また、特報映像と呼ばれることもある。

## 解説
予告本編が公開される前に提示される動画であったり、テレビ番組の宣伝を中心としている。予告本編に比べて時間が短いティーザー予告には、本編映像などの素材はほとんど含まれていない。
ティーザー予告には、内容をほのめかすような映像や謎めいた言葉、好奇心をそそるようなメッセージが含まれていることがよくある。このような手法は、予告編を公開する前に、観客や視聴者の興味や期待をかき立て、広告コンテンツの宣伝効果を高めるために行われる。ティーザー予告の長さは通常20～30秒程度しかなく、2014年に定められたNATOのガイドラインにおける標準的な予告編の2分と比べると明らかに短い。一般的には映画や番組の撮影中に作成され、撮影終了前に公開されることが多い。

## 映画用
ティーザー予告は、近日公開予定の映画やテレビ番組、ビデオゲームなどに関連する短い映像セグメントで構成され、通常、視聴者に対して「もったいぶる（tease）」ために、作品の封切り日や発売日よりかなり前に公開される。ティーザー予告の初期の例として、リチャード・ドナー監督による映画『スーパーマン』（1978年）のものが挙げられ、これは公開が延期された同作への潜在的な映画ファンの関心を再び高めるために作られたものだった。
映画のティーザー予告は通常、大予算の映画や人気のあるテーマの映画のために作られる。その目的は、映画の内容を観客に伝えるというよりも、単にその映画が近いうちに公開されることを知らせ、映画公開に向けて、その宣伝効果を高めることである。ティーザー予告は、映画の製作中や編集中に作られることが多く、その結果、完成した映画にはないシーンや別バージョンのシーンが登場することがある。台詞がないことも多く、ピクサー作品を筆頭に、ティーザー予告で使用するためだけに作られたシーンを含むものもある。また、ティーザー予告の中には、映画本編のシーンを素早くモンタージュして見せるものもある。ティーザー予告の平均的な長さは1分未満である。
2010年代半ばからティーザー予告は、インターネット上での公開や、ファンミーティングでの上映が中心になってきている。1989年に公開された、マイケル・キートン主演の映画『バットマン』のティーザー予告は、怒れるコミックファンに対して緊急的に行われたマーケティング手法であったが、この映画は原作を尊重していると納得させることに成功した。

### 大作映画

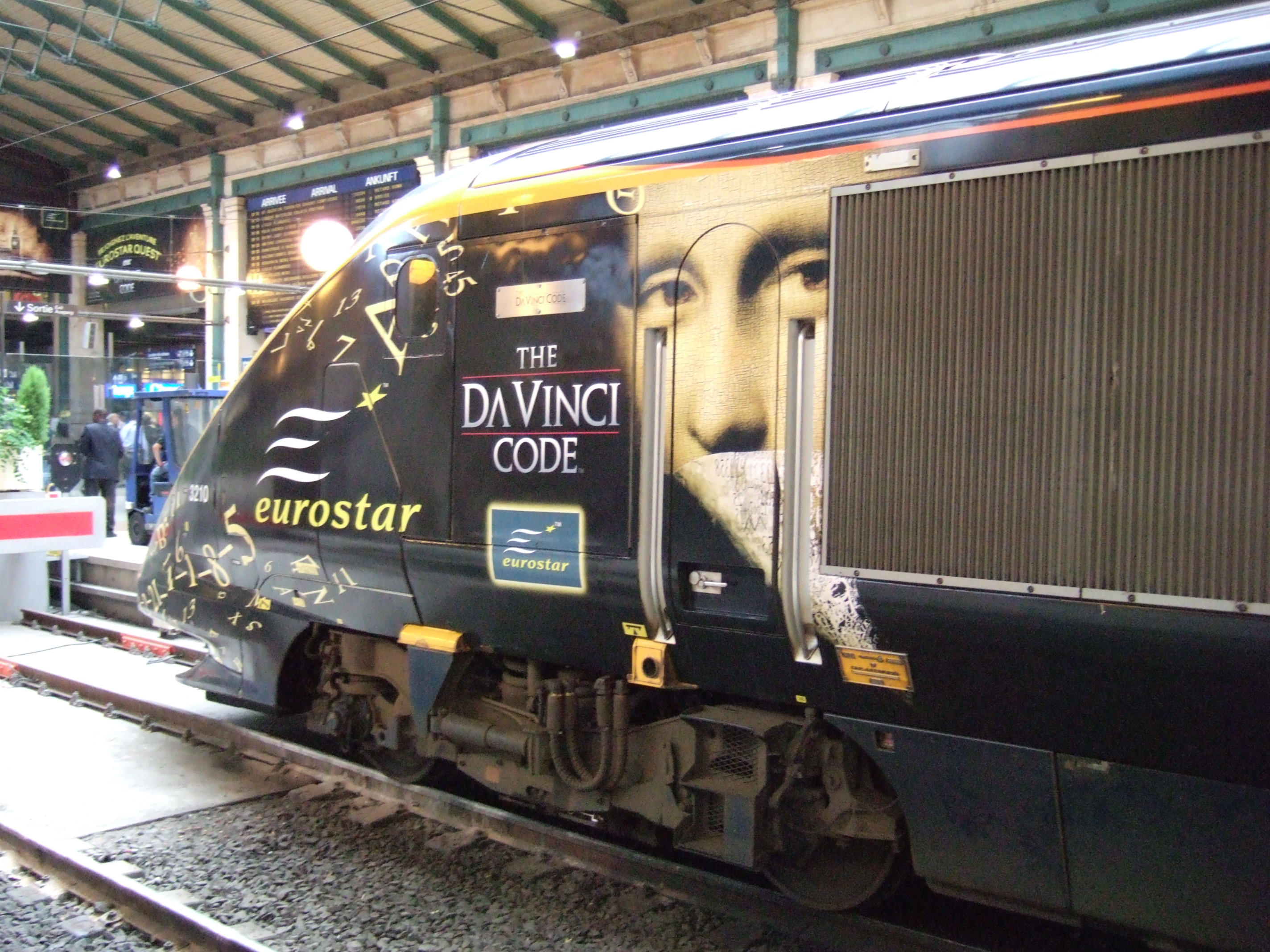
『ダ・ヴィンチ・コード』のラッピングがなされたユーロスター。パリにて。

ティーザー予告を使って宣伝効果を狙った大作映画の例としては、『ロード・オブ・ザ・リング』3部作や、『スター・ウォーズ』新三部作/プリクエル、『スパイダーマン』映画などがある。『ダ・ヴィンチ・コード』のティーザー予告は、映画が撮影される前に公開された。『ハリー・ポッターと謎のプリンス』のティーザー予告は、本編公開予定日の3ヶ月前に公開されたが、公開日が2009年7月15日に延期されたことで、上映まで1年待つことになった。

### 影響
『スター・ウォーズ エピソード1/ファントム・メナス』の最初のティーザー予告が、映画『マーシャル・ロー』や『バグズ・ライフ』、『ジョー・ブラックをよろしく』の本編上映前に流された際、多くの人がティーザー予告を見るためだけに、それらの映画のチケット代を払い、予告が上映された後に本編を観ずに立ち去ったと報道された。同様に、ピクサー映画『モンスターズ・インク』や『Mr.インクレディブル』の上映前には、それぞれ『スター・ウォーズ エピソード2/クローンの攻撃』や『スター・ウォーズ エピソード3/シスの復讐』のティーザー予告が流された。
ティーザー予告がリークされることで、メディアで大騒ぎになることはよくある。『アベンジャーズ/インフィニティ・ウォー』や『ロボット2.0』が、そうした例として挙げられる。『ロボット2.0』のティーザー予告（ディレクターズ・カット）は、公式に公開される数週間前にYouTubeで公開されてしまった。

### マーケティング
『クローバーフィールド/HAKAISHA』のティーザー予告は、SF映画『トランスフォーマー』の上映前に流されることで初めて公にされた。その時点では、『クローバーフィールド/HAKAISHA』については何も知らされておらず、1分半のティーザー予告には映画のタイトル表記もないだけでなく、プロデューサーであるJ・J・エイブラムスの名前と、公開日らしき「1.18.08」だけが表示されていた。また、別のエイブラムス監督作品である『スター・トレック』のティーザー予告が『クローバーフィールド/HAKAISHA』本編上映前に流された。宇宙船USSエンタープライズが地球で建造されている様子が描かれていたが、やはりタイトル表記はなく、代わりに艦隊旗が映し出されただけであった。『スター・トレック』のティーザー予告では、当初、公開日を2008年クリスマスと発表していたが、最終的には2009年5月8日に延期され、ティーザー予告での発表から映画本編上映まで16ヶ月待ちという結果となった。その他、ティーザー予告では、映画のタイトルを明確に表示せず、ウェブサイトのURLを示し、そのサイト上で明らかにすることもある。

### 本編との関係性
映画のDVDやブルーレイには、通常、ティーザー予告と劇場用予告編の両方が特典映像として収録されている。ただし、例外も存在する。このルールの最も顕著な例外の1つは、『スパイダーマン』のティーザー予告である。そのティーザー予告ではヘリコプターで逃げる銀行強盗が、何者かによってヘリコプターごと背後から捕まり、後ろ向きに引っ張られて、何かにくっつくようにして動けなくなる。そして、最初はネットのように見えるが、徐々にワールドトレードセンターの2つのタワーの間に張られた巨大な蜘蛛の巣であることが示される、という映画本編とは無関係なシーンが登場した。このティーザー予告は、2001年9月11日の同時多発テロを受けて劇場から引き揚げられたもののYouTubeで見ることができる。